# アトール (小惑星)
アトール（161 Athor）は、小惑星帯に位置する小惑星の一つで、M型小惑星に分類される。
1875年10月18日にアメリカ合衆国の天文学者・ジェームズ・クレイグ・ワトソンにより発見され、エジプト神話の愛と美の女神、ハトホルのギリシア語名に因んで命名された。なお、これとは別に (2340) ハトホルという小惑星も存在する。
2002年10月15日にアトールによる掩蔽が観測された。